# إستر ديليسل
إستر ديليسل هي مقالاتية ومؤرخة كندية، ولدت في 10 يونيو 1954 في مدينة كيبك في كندا.